# Chin Sweetempel
Chin Sweetempel is een taoïstische tempel in een grot in Genting Highlands, Pahang, Maleisië. Deze is helemaal gesponsord door Genting Berhad. Bij de negentigste verjaardag van Lim Goh Tong werd zelfs 10 miljoen Maleise Ringgit (2,5 miljoen Amerikaanse dollar) gedoneerd aan de tempel.
Mensen kunnen de tempel bereiken door pendelbussen van Genting Highlands Resort of door de Awana Skywaykabelbaan te gebruiken.
De tempel is gewijd aan de spiriuele monnik Qingshui. De naam van de tempel "Chin Swee" is Qingshui in een Zuid-Chinees dialect. De letterlijke vertaling van de naam van deze monnik is "schone water".